# 波波食草美洲鱥
波波食草美洲鱥（学名：Algansea popoche）为輻鰭魚綱鯉形目雅羅魚科的其中一種，被IUCN列為瀕危保育類動物，分布于中美洲墨西哥萊爾馬河流域，體長可達23公分，棲息在中底層水域，生活習性不明。